# Wintersport-Weltcups in Trondheim
Dieser Artikel befasst sich mit den Wintersport-Weltcups in Trondheim, die in verschiedenen Wintersportdisziplinen stattfinden.

## Sportanlagen

### Sprungschanze
→ Siehe dazu den Hauptartikel: Granåsen
Bei den Wettbewerben mit Beteiligung der Schanze werden die Springen in Granåsen ausgetragen. Diese Schanze hat einen Hillsize-Wert von 140 Metern und einen K-Punkt von 123 Metern. Die aktuelle Erscheinungsform der Schanze wurde im Herbst 2008 modelliert. Den Schanzenrekord hält seit dem Weltcup 2008 der Österreicher Gregor Schlierenzauer mit 140 Metern.

### Langlaufstrecke
Das Langlaufstadion befindet sich in direkter Nachbarschaft westlich der Sprunganlage. Für die Langlaufwettbewerbe stehen im Bereich des Stadions eine getrennte Start- und Zielgerade zur Verfügung. Südlich des Skistadions verlaufen Trassen in verschiedenen Schleifen, die je nach Erfordernis zu einer Runde zusammengesetzt werden können.
Für die Kombinierer war 2008 eine 2,5 Kilometer lange Runde präpariert worden. Innerhalb derer mussten 72,4 Höhenmeter Anstieg bewältigt werden, wobei der längste Einzelanstieg 41,7 Höhenmeter betrug.

## Biathlon
In der Saison 2008/09 findet zum ersten Mal ein Biathlon-Weltcupwettbewerb in Trondheim statt.

### Ergebnisse Männer und Frauen
| Jahr | Datum | Disziplin          | Sieger               | Datum | Disziplin           | Siegerin      |
| ---- | ----- | ------------------ | -------------------- | ----- | ------------------- | ------------- |
| 2009 | 19.3. | Sprint 10 km       | Michael Greis        |       | Sprint 7,5 km       | Olga Saizewa  |
| 2009 | 21.3. | Verfolgung 12,5 km | Ole Einar Bjørndalen |       | Verfolgung 10 km    | Andrea Henkel |
| 2009 | 22.3. | Massenstart 15 km  | Ole Einar Bjørndalen |       | Massenstart 12,5 km | Tora Berger   |

## Langlauf
Im Skilanglauf finden Weltcuprennen seit der Saison 1989/90 für Männer und 1995/96 für Frauen in Trondheim statt.

### Ergebnisse Männer und Frauen
| Jahr    | Datum  | Disziplin                | Sieger                                                            | Datum           | Disziplin                | Siegerin                                                           |
| ------- | ------ | ------------------------ | ----------------------------------------------------------------- | --------------- | ------------------------ | ------------------------------------------------------------------ |
| 1990    | 6. 3.  | Klassisch 15 km          | Alexei Prokurorow                                                 |                 |                          |                                                                    |
| 1996    | 24. 2. | Freistil 30 km           | Wladimir Smirnow                                                  |                 | Klassisch 5 km           | Manuela Di Centa                                                   |
| 1996    | 25. 2. | Staffel 4 × 10 km        | Nicht bekannt                                                     |                 | Jagdrennen 10 km + 10 km | Manuela Di Centa                                                   |
| WM 1997 | 21. 2. | Freistil 30 km           | Alexei Prokurorow                                                 |                 | Freistil 15 km           | Jelena Välbe                                                       |
| WM 1997 |        |                          |                                                                   | 23. 2.          | Klassisch 5 km           | Jelena Välbe                                                       |
| WM 1997 | 24. 2. | Klassisch 10 km          | Bjørn Dæhlie                                                      |                 | Jagdrennen 5 km + 10 km  | Jelena Välbe                                                       |
| WM 1997 | 25. 2. | Jagdrennen 10 km + 15 km | Bjørn Dæhlie                                                      |                 |                          |                                                                    |
| WM 1997 | 28. 2. | Staffel 4 × 10 km        | NorwegenSture Sivertsen Erling Jevne Bjørn Dæhlie Thomas Alsgaard |                 | Staffel 4 × 5 km         | RusslandOlga Danilowa Larissa Lasutina Nina Gawriljuk Jelena Välbe |
| WM 1997 |        |                          | 1. 3.                                                             | Klassisch 30 km | Jelena Välbe             |                                                                    |
| WM 1997 | 2. 3.  | Klassisch 50 km          | Mika Myllylä                                                      |                 |                          |                                                                    |
| 2000    | 2. 2.  | Freistil 10 km           | Mika Myllylä                                                      |                 | Freistil 5 km            | Stefania Belmondo                                                  |
| 2004    | 24. 2. | Sprint Freistil 1,5 km   | Janusz Krężelok                                                   |                 | Sprint Freistil 1,5 km   | Marit Bjørgen                                                      |
| 2009    | 12. 3. | Sprint Klassisch         | Ola Vigen Hattestad                                               |                 | Sprint Klassisch         | Petra Majdič                                                       |
| 2009    | 13. 3. | Klassisch 50 km          | Sami Jauhojärvi                                                   |                 | Klassisch 30 km          | Petra Majdič                                                       |

## Nordische Kombination
In der Nordischen Kombination finden seit der Saison 1990/91 Weltcup-Wettbewerbe auf der Granåsen-Schanze und auf der Langlaufstrecke statt.

### Ergebnisse
| Jahr    | Datum   | Disziplin               | Sieger                                                                       |
| ------- | ------- | ----------------------- | ---------------------------------------------------------------------------- |
| 1990    | 15. 12. | Einzel K90 NH/15 km     | Fred Børre Lundberg                                                          |
| 1992    | 10. 3.  | Einzel K120 LH/15 km    | Fabrice Guy                                                                  |
| 1994    | 22. 1.  | Einzel K90 NH/15 km     | Kenji Ogiwara                                                                |
| 1996    | 23. 2.  | Einzel K120 LH/15 km    | Knut Tore Apeland                                                            |
| WM 1997 | 22. 2.  | Einzel K90 NH/15 km     | Kenji Ogiwara                                                                |
| WM 1997 | 23. 2.  | Staffel K90 NH/4 × 5 km | NorwegenHalldor Skard Bjarte Engen Vik Knut Tore Apeland Fred Børre Lundberg |
| 2002    | 13. 3.  | Sprint K120 LH/7,5 km   | Samppa Lajunen                                                               |
| 2003    | 6. 12.  | Sprint K120 LH/7,5 km   | Ronny Ackermann                                                              |
| 2004    | 4. 12.  | Einzel HS131 LH/15 km   | Ronny Ackermann                                                              |
| 2004    | 5. 12.  | Sprint HS131 LH/7,5 km1 | Ronny Ackermann                                                              |
| 2007    | 8. 12.  | Einzel HS131 LH/15 km   | Bill Demong                                                                  |
| 2007    | 9. 12.  | Sprint HS131 LH/7,5 km  | Christoph Bieler                                                             |
| 2008    | 6. 12.  | Einzel HS140 LH/10 km   | Magnus Moan                                                                  |
| 2008    | 7. 12.  | Einzel HS140 LH/10 km   | Anssi Koivuranta                                                             |

- 1 Ersatzrennen für einen geplanten Staffelwettbewerb

## Skispringen
Weltcupveranstaltungen im Skispringen werden auf der Granåsen-Schanze seit 1998 ausgetragen.

### Ergebnisse
| Jahr    | Datum  | Schanze     | Sieger                                                             |
| ------- | ------ | ----------- | ------------------------------------------------------------------ |
| WM 1997 | 22. 2. | K90 NH      | Janne Ahonen                                                       |
| WM 1997 | 27. 2. | K120 LH/TS1 | FinnlandAri-Pekka Nikkola Jani Soininen Mika Laitinen Janne Ahonen |
| WM 1997 | 1. 3.  | K120 LH     | Masahiko Harada                                                    |
| 1998    | 13. 3. | K120 LH     | Masahiko Harada                                                    |
| 2000    | 10. 3. | K120 LH     | Sven Hannawald                                                     |
| 2001    | 9. 3.  | K120 LH     | Adam Małysz                                                        |
| 2002    | 15. 3. | K120 LH     | Matti Hautamäki                                                    |
| 2003    | 6. 12. | K120 LH2    | Roar Ljøkelsøy                                                     |
| 2004    | 4. 12. | HS131 LH2   | Janne Ahonen                                                       |
| 2004    | 5. 12. | HS131 LH    | Janne Ahonen                                                       |
| 2007    | 8. 12. | HS131 LH2   | Thomas Morgenstern                                                 |
| 2007    | 9. 12. | HS131 LH    | Thomas Morgenstern                                                 |
| 2008    | 6. 12. | HS140 LH2   | Gregor Schlierenzauer                                              |
| 2008    | 7. 12. | HS140 LH    | Simon Ammann                                                       |

- 1 TS = Teamspringen
- 2 Veranstaltung war ein Nachtspringen